# Ust´-Obor
Ust´-Obor (ros. Усть-Обор) – wieś w Rosji, w Kraju Zabajkalskim, w rejonie pietrowsk-zabajkalskim. W 2021 liczyła 761 mieszkańców.